# Maison de La Trémoille
La maison de La Trémoille (écrit également  La Trémouille, ou La Trémoïlle), /la.tʁemuj/, est une famille noble française d'extraction féodale, originaire du Poitou. Elle connut ses plus illustres heures à la fin du Moyen Âge et sous la Renaissance.
L'aîné de cette famille était prince de Tarente et de Talmont, duc de Thouars, comte de Taillebourg, et posséda la baronnie de Craon du XIVe siècle au XVIIe siècle, le comté de Laval pendant tout le XVIIe et le XVIIIe siècle, et la baronnie de Vitré, ce qui en faisait la seconde famille noble possessionnée en Bretagne après la maison de Rohan.
La maison de La Trémoille s'est éteinte en ligne masculine en 1933, avec le décès de Louis de La Trémoille (1910-1933), mort à 23 ans dans un incendie, sans alliance ni postérité, et en ligne féminine en 1996 avec le décès de sa sœur Antoinette.

## Branches
La maison de La Trémoille a été fondée par Pierre Ier de La Trémoille (début du XIe siècle).
- Branche des seigneurs, puis ducs de La Trémoïlle
  - Branche des princes de Talmont et ducs de Châtellerault
  - Branche des seigneurs, puis marquis de Royan
  - Branche des seigneurs, puis ducs de Noirmoutier
  - Branche des seigneurs d'Husson, puis comtes de Joigny
  - Branche des seigneurs de Dours
  - Branche des seigneurs de Fontmorand
  - Branche des héritiers au trône de Jérusalem

## XIVesiècle
Gui V de La Trémoille, né vers 1315, décédé le 18 août 1350 à Loudun, époux de Radegonde Guénand, dont :
- Gui VI de La Trémoille, dit « le Vaillant », Porte-Oriflamme de France, grand chambellan héréditaire de Bourgogne et favori du duc Philippe le Hardi, seigneur de Jonvelle, né en 1346, il participe à la croisade de Jean Ier de Bourgogne où il est fait prisonnier à Nicopolis en 1396, meurt de maladie à Rhodes en 1397, marié en 1382 avec Marie de Sully, princesse de Boisbelle, fille de Louis et d'Isabeau de Craon, dont[5] :
  - Jean de La Trémoille (1377-1449), seigneur de Jonvelle, marié le 17 juillet 1424 à Jacqueline d'Amboise, fille d'Ingerger II et Jeanne de Craon.
  - Georges Ier de La Trémoille, grand chambellan de France, né en 1382/1385 (date incertaine) et mort en 1446, aux côtés de Charles VII pendant l'épopée de Jeanne d'Arc avant de participer à la Praguerie.
  - Isabeau de la Trémoïlle (1385-?), deuxième épouse de Charles de La Rivière, fils de Bureau III de La Rivière. Remariée en 1433 à Guillaume de Thil-Châteauvillain († 1439).
- Guillaume, chambellan[6] de Charles VI et du duc de Bourgogne, décédé en 1397, marié en 1374 à Marie de Mello, fille de Guy et Agnès de Cléry.

## XVesiècle
Enfants du mariage du 2 juillet 1425, de Georges Ier de La Trémoille (1382 ou 1385 - 1446), et de Catherine de l'Isle Bouchard (fille de Jean et de Jeanne de Bueil) :
- Georges II de La Trémoille, dit « le sire de Craon », lieutenant de Louis XI.
- Louis Ier de La Trémoille (1431-1483), épouse le 22 août 1446 Marguerite d'Amboise, fille de Louis et de Marie de Rieux, dont :
  - Louis II de La Trémoille, né à Bommiers en 1460, mort à Pavie en 1525. Il dirige avec succès les armées royales, notamment pendant la Guerre folle et les guerres d'Italie.
    - Charles de La Trémoille (1485-13 septembre 1515), il fut tué à la bataille de Marignan.
    - Jean, dit le bâtard de la Trémoille, né vers 1483-1484

  - Jean-François de La Trémoille, archevêque d'Auch (1490-1505), puis évêque de Poitiers (1505-1507), cardinal en 1506, décédé en 1507.
  - Georges III de La Trémoille, seigneur de Jonvelle, chambellan des rois Louis XII et François Ier, marié à Madeleine d'Azay le 8 février 1508, décédé en 1519.

## XVIesiècle
- François de La Trémoille, fils de Charles, vicomte de Thouars, comte de Talmont. Il est né en 1505 et mort en 1541. Époux d'Anne de Laval.
- Louis III de La Trémoille, son fils, né en 1521 et mort en 1577, prince de Talmont et de Tarente, comte de Taillebourg et de Benon, seigneur de Gençay, participa aux guerres de religion.
  - Claude de La Trémoille, né en 1566 et mort en 1604, duc de Thouars et de La Trémoille, prince de Talmont et de Tarente, comte de Laval, de Taillebourg et de Benon, fut un compagnon d'armes de Henri IV.
  - Charlotte-Catherine de la Trémoille (1568-28 aout 1629), elle épousa Henri Ier de Bourbon-Condé.
  - Georges de La Trémoille, baron de Royan et époux de Madeleine de Luxembourg (décédé en décembre 1584 à Poitiers)
    - Gilbert de La Trémoille, 1er marquis de Royan, époux d'Anne Hurault. Mort après le 25 juillet 1603[7].
- François de la Trémoille, fils de François et frère de Louis III, comte de Benon et baron de Montaigu (mort en 1555)[8].
- Claude de la Trémoille, baron de Noirmoutier (mort en 1566).

- Jean Ier le bâtard de la Trémoille, fils de Louis II, qui épousa Charlotte, fille d'Olivier d'Autry et de Catherine de Giverlay :
- André, archidiacre de Poitiers
- Louis, né vers 1500-1505, seigneur de Brèches, Chausserose, et de Sully-sur-Loire en partie. Il épousa à son tour Antoinette de Ternant, descendante de Philippe de Ternant (1400-1456)
  - Jean II de la Trémoille, seigneur de Brèches, Chausserose, et de Sully-sur-Loire en partie. Marié à Luce d'Autry, puis à Marguerite de la Haye († 1573)
    - Anne, Dame de Brèches , de Grands-Gorges, de Sébouville et de Sully-sur-Loire, qui épousa François de Menon. (issue de Luce d'Autry)
    - Marie, mariée à "inconnu" de Vauberger, puis à René de Bodio. (issue de Luce d'Autry)
    - Léonore, épouse Ambroise de Guérin.

  - Claude, épouse Andriette de Crécy.
  - Valentin, épouse Anne de Valory
  - Anne, mariée en 1545/46 à Jean des Croix
  - Jeanne
  - 17 autres enfants, de noms inconnus.
- Marie, qui épousa Robert Suriette († 1518), puis Thomas Prévost
- Charlotte, mariée avec Christophe Le Pauvre
- Georges
- Ambroise, abbé de la Bussière
- René, mort le 28 novembre 1530, abbé de Flavigny (sur Oszerain).
- 3 autres enfants probablement mort-nés.

## XVIIesiècle
Henri Ier de La Trémoille, (22 décembre 1598, Thouars - 21 janvier 1674, Thouars), fils de Claude de La Trémoille. Il est duc de Thouars, duc de La Trémoille, prince de Talmont et de Tarente, comte de Laval (Mayenne), de Montfort, de Taillebourg et de Benon, et baron de Quintin.
- Henri II de La Trémoille, (17 décembre 1620, Thouars - 14 septembre 1672, Thouars). Maréchal de France, il fronda contre Mazarin et fit une carrière militaire en Hollande.
  - Charles Belgique Hollande de La Trémoille, (1655, La Haye - 1er juin 1709, Paris), duc de Thouars, pair de France, duc de La Trémoille, prince de Tarente, comte de Laval (Mayenne), de Montfort et de Benon. 
    - Charles Louis Bretagne de La Trémoïlle, duc de la Trémoille et de Thouars, pair de France, mène une carrière militaire où il se distingue et achève au grade de brigadier des armées du roi en 1715.
    - Marie Armande Victoire de la Trémoïlle (1677-mars 1717). Elle épousa le 1er février 1696, Emmanuel-Théodose de La Tour d'Auvergne (1668-1730) et vicomte de Turenne.
- Louis Maurice de la Trémoille (1624-25 juin 1681), comte de Laval.

Louis II de La Trémoille (25 décembre 1612 - 12 octobre 1666), duc de Noirmoutier, duc de Montmirail, vicomte de Tours, pair de France, maréchal de camp.
Joseph-Emmanuel de La Trémoille (? †8 janvier 1720) abbé de Lagny, créé cardinal le 17 mai 1706 par Clément XI, évêque de Bayeux (janvier 1716-avril 1716), puis archevêque de Cambrai (avril 1716-10 janvier 1720). Ambassadeur à Rome de Louis XIV en 1706.

## DuXVIIIeauXXesiècle
Charles Armand René de La Trémoille, duc de la Trémoille et de Thouars, pair de France, prince de Tarente, né le 14 janvier 1708. Il est à 18 ans colonel du régiment de Champagne, et se distingue à la bataille de Guastalla. Il est nommé brigadier des armées du roi. Auteur, il est élu à l'Académie française.
- Jean-Bretagne-Charles de La Trémoille, duc de Thouars, comte de Laval et de Beaufort, né le 5 février 1737 et mort en 1792 émigré à Chambéry. Il commence sa carrière militaire avec la guerre de Sept Ans et se distingue au combat de Crevelt (1756), où il charge à la tête du régiment d'Aquitaine-cavalerie. Il est blessé et promu après au grade de brigadier puis de maréchal de camp des armées du roi. Il émigre en 1789.
  - Charles-Bretagne-Marie de La Trémoille, né le 24 mars 1764 à Paris et mort le 10 novembre 1839. Émigré, il rejoint Condé et l’armée des émigrés.
    - Louis-Charles de La Trémoille (1838-1911). Il épouse Marguerite Églé Jeanne Caroline Duchatel  (1840-1913), dont:
      - Louis-Charles-Marie de La Trémoille (1863 - 1921). Il épouse en 1892, Hélène-Marie Pillet-Will, dont :
        - Charlotte de La Trémoille (1892-1971), née à Paris le 20 novembre 1892 et morte le 27 octobre 1971 ; épouse le 13 avril 1910 Henri Florent de Ligne (Paris 1881 - Montreux 1967), secrétaire de la Légation de Belgique aux États-Unis[9], dont :
          - famille de Ligne de La Trémoïlle

        - Louis-Jean-Marie de La Trémoille (1910-1933)[10]. Ce dernier représentant mâle de la famille de La Trémoille est mort accidentellement dans un incendie à l'âge de 23 ans. Il n'a pas contracté d'alliance et ne laisse aucune postérité. La maison de La Trémoille est donc éteinte.

  - Antoine-Philippe de La Trémoille, né le 27 septembre 1765 à Paris et mort le 27 janvier 1794 à Laval, fit la guerre de Vendée du côté des armées catholiques et royales.Prince-général de la cavalerie vendéenne, il est décapité à Laval en 1794 selon P. de Courcy.
  - Charles-Godefroy de La Trémoïlle, chanoine, (27 septembre 1765 - guillotiné le 15 juin 1794).
  - Louis-Stanislas de La Trémoille, (11 juillet 1769) à Paris, épouse le 1er avril 1802 Geneviève Andrault, fille du marquis de Maulévrier.

À la mort de Louis-Jean-Marie de La Trémoille en 1933, la famille belge de son neveu, Jean Charles Lamoral, prince de Ligne, fut autorisée à perpétuer le nom La Trémoille en l'accolant à son patronyme.

## Châteaux et demeures
- Château des ducs de La Trémoille, à Thouars ;
- Château de Laval (XVIIe – XVIIIe siècles) ;
- Château de Vitré (XVIIe – XVIIIe siècles) ;
- Château de Talmont ;
- Château de Taillebourg ;
- Hôtel de Noirmoutier, hôtel particulier, 138 rue de Grenelle à Paris 7e ;
- Hôtel de La Trémoille, hôtel particulier, 1 boulevard Delessert, à Paris 16e, actuellement Ambassade de Serbie en France.
- Pavillon de La Trémoille au palais du Louvre à Paris.
- Château de Maulevrier à Melay (1802-1829).
- Château de Serrant

## Armorial
- Devise : Sine extra orbitam depressa (Sans sortir de l’ornière)

## Dans la culture populaire
Dans la série télévisée Le Bazar de la Charité, une famille fictive de la Trémoille voit sa vie bouleversée par l'incendie du Bazar de la Charité.

## Archives
- Les papiers personnels de la maison de la Trémoille (chartrier de Thouars) sont conservés aux Archives nationales, sur le site de Pierrefitte-sur-Seine, sous la cote 1AP : Inventaire du fonds 1AP.

### Sources primaires
- Louis-Charles de La Trémoille (éd.), Les La Trémoïlle pendant cinq siècles, t. Ier : Guy VI et Georges (1343-1446), Nantes, Émile Grimaud éditeur-imprimeur, 1890, XXIII-315 p. (lire en ligne).
- Louis de La Trémoïlle (éd.), Les La Trémoïlle pendant cinq siècles, t. II : Louis I, Louis II, Jean et Jacques (1431-1525), Nantes, Émile Grimaud éditeur-imprimeur, 1892, XVI-249 p. (lire en ligne).
- Louis de La Trémoïlle (éd.), Les La Trémoïlle pendant cinq siècles, t. III : Charles, François et Louis III (1485-1577), Nantes, Émile Grimaud éditeur-imprimeur, 1894, X-264 p. (lire en ligne).
- Louis de La Trémoïlle (éd.), Les La Trémoïlle pendant cinq siècles, t. IV : Claude, Henri, Charles II et Charles III (1566-1709), Nantes, Émile Grimaud éditeur-imprimeur, 1895, IX-275 p. (lire en ligne).
- Louis de La Trémoïlle (éd.), Les La Trémoïlle pendant cinq siècles, t. V : Charles-Louis-Bretagne, Charles Armand René, Jean-Bretagne-Charles-Godefroy et Charles-Bretagne-Marie-Joseph de La Trémoille (1685-1839), Nantes, Émile Grimaud éditeur-imprimeur, 1896, VIII-274 p. (lire en ligne).